# 1926 en musique
| \| • Retour à la chronologie générale de la musique populaire • \| |
| XXIe siècle • XXe siècle • XIXe siècle • XVIIIe siècle XVIIe siècle • XVIe siècle • XVe siècle • XIVe siècle XIIIe siècle • XIIe siècle • XIe siècle • Xe siècle IXe siècle • VIIIe siècle • Haut Moyen Âge • Rome • Grèce |
| • Retour à la chronologie générale de la musique populaire • |

| • Retour à la chronologie générale de la musique populaire • |

| Années de la musique populaire : 1923 - 1924 - 1925 - 1926 - 1927 - 1928 - 1929    |
| Décennies de la musique populaire : 1890 - 1900 - 1910 - 1920 - 1930 - 1940 - 1950 |

Cet article présente les faits marquants de l'année 1926 en musique.

## Évènements
- Renouveau de la danse classique indienne face au mouvement anti-nauch (anti-danse). Création d’un spectacle de danse manipurî à l’initiative du poète et philosophe bengalî Rabindranath Tagore (Thâkur). Le genre connaît un grand succès. La danseuse Menakâ (1899-1947) se produit en soliste dans un spectacle de danse de style kathak contre le gré de sa famille. À la même époque, un poète du Kerala, Vallathôl Nârâyana Mênôn (1878-1958), milite pour la renaissance de la danse kathakali. Le Tamilnâdu voit renaître en 1926 le style chorégraphique bhâratanatyam, sans doute le plus ancien.

- Le charleston en France.

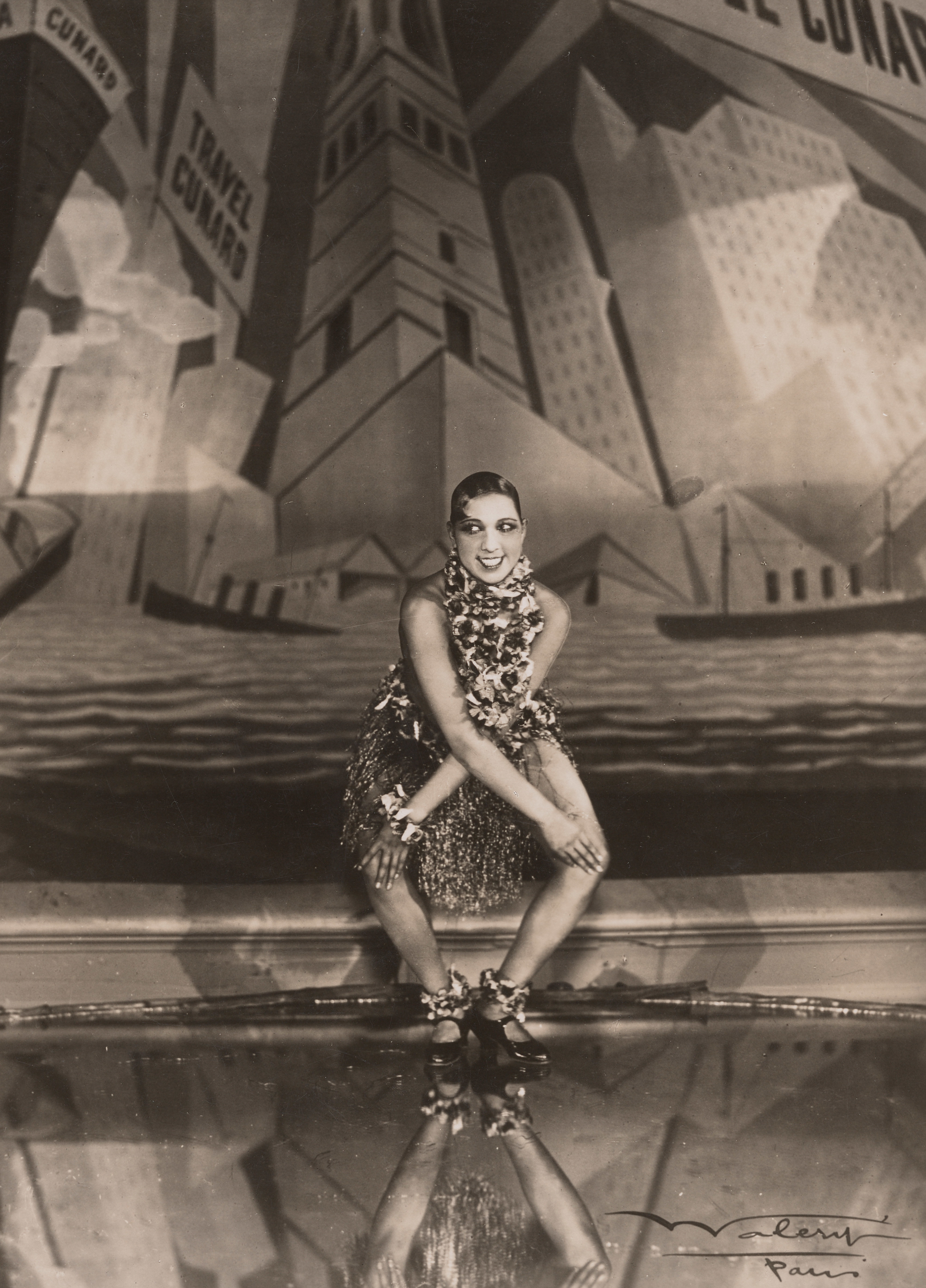
Joséphine Baker danse le charleston aux Folies Bergère

- 24 avril : Triomphe de Joséphine Baker pour la revue la Folie du Jour aux Folies Bergère.
- 25 juillet : Nu nu Nanette, revue parodiant la revue américaine No No Nanette.
- 15 novembre : La National Broadcasting Company (NBC), premier réseau de radio national américain, est officiellement lancée[1].

## Enregistrements
- Le groupe de gospel Four Harmony Kings enregistre Rolling and Rocker Dem in these Arms[2].
- 11 mai : premiers enregistrements de Victoria Spivey à Saint-Louis, dont Black Snake Blues et Dirty Woman's Blues[3].
- Juin : Freddie Spruell enregistre Milk Cow Blues, généralement considéré comme le premier disque de Delta blues[4].

## Naissances
- 12 janvier : Morton Feldman, compositeur américain († 3 septembre 1987).
- 25 mai : Miles Davis, trompettiste de jazz américain († 28 septembre 1991).
- 10 août : Edwin Carr, compositeur néozélandais († 27 mars 2003).
- 17 septembre : Bill Black, bassiste de rock 'n' roll américain († 21 octobre 1965).
- 18 octobre : Chuck Berry, compositeur, chanteur et guitariste de rock 'n' roll américain († 18 mars 2017).
- 1er novembre : Lou Donaldson, saxophoniste alto américain de jazz († 9 novembre 2024).
- 22 novembre : Robert Pettinelli, saxophoniste de jazz français.
- 24 décembre : Lee Dorsey, chanteur de twist américain(† 1er décembre 1986).

## Principaux décès
- 23 août : Rudolph Valentino.